# Dolní Dvůr
Dolní Dvůr (německy Niederhof) je obec, která se nachází v okrese Trutnov, kraj Královéhradecký. Žije zde 273 obyvatel.

## Historie
První písemná zmínka o obci pochází z roku 1539.

## Pamětihodnosti
- Kostel svatého Josefa, klasicistický, postaven v letech 1803 až 1806
- Kaple svatého Michaela archanděla ze 16. století
- Socha svatého Josefa u kostela
- Zvonkohra umístěná na kostele svatého Josefa
- Venkovský dům čp. 114